# Emmy Olsson
Emmy  Constance Olsson, född 24 oktober 1877 i Lund, död ogift 23 september 1969 i Lunds Allhelgonaförsamling, var en svensk slöjdlärare, målare, tecknare och skulptör. Hon var dotter till Per Olsson och Elna Göransson.
Utan några konststudier började hon måla och rita 1947 och utförde under en 8 års period ett 80-tal mindre arbeten, huvudsakligen var motiven gatumotiv från Lund och interiörer. Olsson blev genom en ögonskada förhindad att fortsätta sin produktion. Hon deltog i Riksförbundets för bildande konsts vandringsutställning Naiv och navistisk konst i Sverige 1949–1950. Utöver bildkonst var hon även verksam som skulptör.
Gustaf Näsström på Stockholms-Tidningen recenserade hennes konst den 6 mars 1948 som sirligt broderade verklighetsiakttagelser. Emmy Olsson är begravd på Norra kyrkogården i Lund.